# Labroides dimidiatus
Labroides dimidiatus, conosciuto a volte con il nome comune di pesce pulitore, è un piccolo pesce tropicale d'acqua salata appartenente alla famiglia Labridae.

## Biologia
Il labride pulitore è lungo 8-10 cm ed è diffuso lungo le coste dell'Indo-Pacifico tropicale dal Mar Rosso, il golfo Persico e l'Africa orientale alla Polinesia raggiungendo a nord il Giappone meridionale.
Frequenta soprattutto le barriere coralline sia nelle lagune che nelle parti esterne,  profondità fra 1 e 40 metri, di solito però non oltre i 30.
Una particolare forma di simbiosi mutualistica diffusa nell’ambiente acquatico, sia marino che d’acqua dolce, è rappresentata dal comportamento di pulizia effettuato dai così detti pesci pulitori. Le operazioni di pulizia costituiscono una modalità di rapporto in cui il pesce pulitore si ciba degli ectoparassiti, dei lembi di tessuto cutaneo ormai morti e dei residui alimentari dell’ospite, che si sottopone alle sue cure. Il "cliente", ovvero il pesce che si fa pulire, guadagna una tenuta migliore del suo corpo, mentre il pulitore guadagna nutrimento.

## Riproduzione
Dopo un complesso rituale nuziale, la femmina depone piccole uova galleggianti. Le larve conducono un periodo di vita in acque aperte, prima di insediarsi in un tratto di scogliera corallina.